# Marcus Chang
Marcus Chang (traditionell kinesiska: 張立昂; förenklad kinesiska: 张立昂; pinyin: Zhāng Lì'áng), född 28 maj 1983, är en taiwanesisk skådespelare och sångare.

## Karriär
Chang är familjens äldsta son. Han har en bror. Han tog examen i scenkonst vid University of Auckland. Chang blev välkänd sedan han spelade i en av Giddens Kos filmer, Café. Waiting. Love.

## Filmografi

### TV-serier (urval)
| Årtal | Titel                   | Roll                        |
| ----- | ----------------------- | --------------------------- |
| 2015  | To the Dearest Intruder | Zhang Zen Lun               |
| 2015  | Happy Together          | Zhu Jia Hao                 |
| 2016  | Back to 1989            | Chen Ce                     |
| 2016  | Behind Your Smile       | Zhao Yih Ting               |
| 2018  | Between                 | Luo Cheng Kai               |
| 2020  | Lost Romance            | Situ Ao Ran / Ho Tien Hsing |

### Filmer
| Årtal | Titel                   | Roll       |
| ----- | ----------------------- | ---------- |
| 2014  | Café. Waiting. Love     | Yang Ze Yu |
| 2015  | Therapist               | Pojkvännen |
| 2018  | Nana's Game             |            |
| 2018  | How to Train Our Dragon |            |
| 2019  | Nina Wu                 | Dong Fu    |

### Teater
| Årtal | Titel         | Roll         |
| ----- | ------------- | ------------ |
| 2015  | Love Secretly | Chen Yu Chen |

### Musikvideor
| Årtal | Konstnär      | Sång Titel |
| ----- | ------------- | ---------- |
| 2018  | Maggie Chiang | Treasure   |